# Guy Landry Hazoumé
Guy Landry Hazoumé est un homme politique et poète béninois.

## Biographie
Guy Landry Hazoumé est né le 10 juin 1940 au Gabon, d’un père qui travaillait dans l’administration coloniale. Il fréquente le collège Victor-Ballot. Il est diplômé de l'Institut d'études politiques en France.

## Vie politique
Guy Landry Hazoumé est nommé directeur général des affaires politiques en 1968. De 1987 à 1989, il prend la tête du ministère des Affaires étrangères du Bénin sous le régime révolutionnaire du Général Mathieu Kérékou. Il a également été ambassadeur auprès de l'ONU. Il meurt le 22 août 2012,.

## Militant
Guy Landry Hazoumé a milité dans la Fédération des étudiants d’Afrique noire en France (FEANF) et dans l’Union générale des élèves et étudiants dahoméens (UGEED).

## Œuvres
- Idéologies tribalistes et nation en Afrique: Le cas dahoméen[5].